# Byron Dorgan
Byron Leslie Dorgan (ur. 14 maja 1942 w Dickinson, Dakota Północna) – amerykański polityk, senator ze stanu Dakota Północna (wybrany w 1992 i ponownie w 1998 i 2004), członek Partii Demokratycznej. W latach 1981–1992 zasiadał w Izbie Reprezentantów.
Dorgan został wybrany w wyborach roku 1992 i miał zasiadać w Senacie od początku 1993. Znalazł się tam jednak nieco wcześniej w wyniku niezwykłej sytuacji powstałej po rezygnacji senatora Kenta Conrada, która nastąpiła po wygraniu przez niego drugiego miejsca w Senacie w wyborach uzupełniających. Dorgan został wyznaczony przez gubernatora stanu na jego miejsce i w ten sposób spędził kilka tygodni w Senacie pod koniec upływającej, poprzedniej kadencji.